# College Invasion
College Invasion ist eine US-amerikanische Pornofilm-Reihe der Produktionsfirma Shane’s World Productions, die seit 2003 produziert wird.
Die Reihe ist dem Genre des Gonzo zuzuordnen und wurde 2007 ausgezeichnet. Von 2003 bis 2012 sind 13 Folgen erschienen. Das Konzept der kontroversen Filmreihe besteht darin, dass Pornodarsteller Colleges in den USA besuchen, um dann Sex mit den Studenten zu haben.

## Kontroversen
An der California State University, Chico hob eine Studentenverbindung einen Ortsverband (chapter) auf, nachdem dieser an einer solchen Party in Verbindungsräumlichkeiten teilnahm, die dann in College Invasion 6 zu sehen war. Im Dezember 2006 beabsichtigten Vertreter der Plattsburgh State University, New York Disziplinarmaßnahmen zu ergreifen, nachdem bekannt wurde, dass einige männliche Studenten in der Folge College Invasion 10 auftraten.

## Darsteller
- College Invasion 1 (2003): Brittney Skye, Calli Cox, Cindy Crawford, Felix Vicious, Karina, Mariah Cherry, Mariah Taylor, Tanya James, Taylor Rain
- College Invasion 2 (2003): Eva Angelina, Calli Cox, Daisy Marie, Fallon Sommers, Flower Tucci, Tayla Rox, Taylor Lynn
- College Invasion 3 (2003): Eva Angelina, Ashley Blue, Becca Bratt, Cytheria, Jamie Brooks, Serena South
- College Invasion 4 (2004): Eva Angelina, Cailey Taylor, Jayna Woods, Nadia Styles, Randi Wright
- College Invasion 5 (2004): Christie Lee, Jayna Woods, Lisa Marie, Randi Wright, Sammie Rhodes
- College Invasion 6 (2004): Alicia Alighatti, Brittney Skye, Marie Luv, Mary Jane, Trina Michaels
- College Invasion 7 (2005): Angela Stone, Brittney Skye, Carly Parker, Marie Luv, Mary Jane, Taryn Thomas, Trina Michaels
- College Invasion 8 (2006): Delilah Strong, Erin Moore, Memphis Monroe, Sandra Romain
- College Invasion 9 (2006): Chanel Chavez, Delilah Strong, Jeanie Marie Sullivan, Myah Monroe
- College Invasion 10 (2006): Delilah Strong, Isis Love, Lacie Heart, Naomi
- College Invasion 11 (2007): Daisy Marie, Delilah Strong, Emma Redd, Jessi Summers
- College Invasion 12 (2008): Delilah Strong, Heather Havok, Kelly Skyline, Rachel Roxxx
- College Invasion 13 (2012): Gina Lynn, Delilah Strong, Carly Parker, Kylee King

## Auszeichnungen
- 2007: AVN Award „Best Gonzo Series“[4]